# John Phillips (géologue)
Pour les articles homonymes, voir John Phillips et Phillips.
John Phillips (25 décembre 1800 — 24 avril 1874) est un géologue britannique.

## Biographie
Phillips naît à Marden dans le Wiltshire. Son père descend d'une vieille famille galloise qui s'installe en Angleterre et se marie avec la sœur de William Smith. Ses parents meurent pendant son enfance. Il est pris en charge par son oncle, et après ses études il l'accompagne dans ses voyages pour la création de sa carte géologique. Au printemps 1824 Phillips l'accompagne à York où Smith donne des cours de géologie. Phillips accepte des engagements  dans les principales villes du Yorkshire pour mettre en ordre leurs musées et pour donner des conférences sur leurs collections. Il s'installe à York, et il est nommé conservateur du musée et secrétaire de la Yorkshire Philosophical Society -- Société de philosophie du Yorkshire.
En 1831 la British Association for the Advancement of Science est fondée à York ; Phillips est un de ceux qui organisent son fonctionnement. En 1832 il en devient le secrétaire, poste qu'il occupe jusqu'en 1859.
En 1834 il est élu membre de la Royal Society et en 1845 il reçoit la médaille Wollaston de la Geological Society of London. En 1840 il quitte son poste au musée de York. La même année il est engagé dans l'équipe dirigée par Henry De la Beche pour un levé géologique de la Grande-Bretagne. Il étudie le Paléozoïque du Devon, des Cornouailles et de l'ouest du Somerset qu'il décrit dans un mémoire en 1841. En 1844 il devient professeur de géologie à l'université de Dublin.
Neuf ans plus tard, à la mort de Hugh Edwin Strickland, assistant de William Buckland à l'Université d'Oxford, Phillips lui succède à ce poste, puis, jusqu'à la fin de sa vie, il occupe la place de Buckland. Pendant cette période il joue un rôle majeur dans la fondation du Muséum d'Oxford. Il est aussi conservateur de l'Ashmolean Museum de 1854 à 1870. Le 23 avril 1874, après un dîner, il glisse et tombe d'une volée de marche. Il meurt le jour suivant et est inhumé au cimetière d'York.

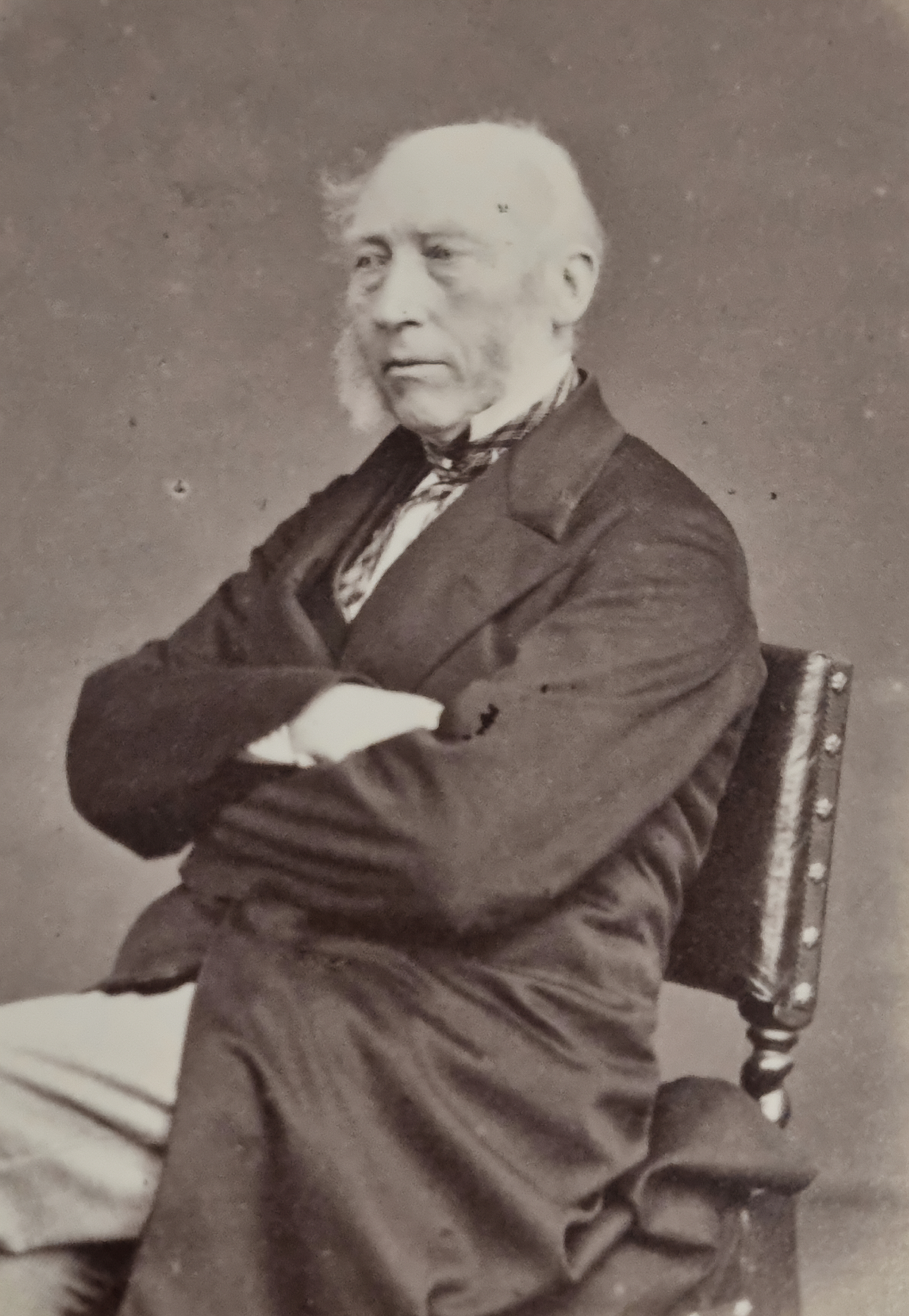
John Phillips en 1866. Tirage sur papier albuminé par Ernest Edwards.

Phillips a aussi fait des observations astronomiques de la planète Mars pendant l'opposition de 1862. Un cratère sur la Lune et sur Mars portent son nom.
Entre sa première publication, On the Direction of the Diluvial Currents in Yorkshire (1827), jusqu'aux derniers jours de sa vie, Phillips contribue à la littérature scientifique dans plusieurs revues : the Philosophical Magazine, the Journal of the Geological Society, the Geological Magazine entre autres. Il publie aussi de nombreux travaux séparément, les plus notables étant : 
- Illustrations of the Geology of Yorkshire (En deux parties, 1829 et 1836)
- A Treatise on Geology (1837-1839)
- Memoirs of William Smith (1844)
- The Rivers, Mountains and Sea-Coast of Yorkshire (1853)
- Manual of Geology, Practical and Theoretical (1855)
- Life on the Earth: its Origin and Succession (1860)
- Vesuvius (1869)
- Geology of Oxford and the Valley of the Thames (1871).
- Monograph of British Belemnitidae (1865)

On peut aussi y ajouter sa carte géologique des îles Britanniques en 1847.

## Hommages
Phillipsia Portlock, 1843, un genre de trilobites du Carbonifère, est nommé en son honneur,.
En février 2016, une blue plaque est apposée dans les York Museum Gardens sur la maison qu'il habita entre 1839 et 1853,.